# ラーチャブリー県

ラーチャブリー県
จังหวัดราชบุรี

- この項目は英語版を元に作成されています。

ラーチャブリー県（ラーチャブリーけん、タイ語: จังหวัดราชบุรี）は、タイ王国・中部の県（チャンワット）の一つ。カーンチャナブリー県、ナコーンパトム県、サムットサーコーン県、サムットソンクラーム県、ペッチャブリー県と接し、西にはミャンマーの国境を有する。

## 地理
県の東部は、メークローン川と呼ばれる川とそれに連なる運河が流れ、全体的に平地である。運河には観光地として有名なダムヌーンサドゥワック水上市場がある。西部は東部よりも山地のような地形が広がり、ほとんどが石灰岩でできている。鍾乳洞もありコウモリなども生息する。

## 歴史
ラーチャブリーの歴史はドヴァーラヴァティ時代にまで遡り、モン族の王国の重要な都市であった。

## 民族
1.1%の住民が山岳少数民族である。そのほとんどがカレン族でモン族、ラワ族、ラオス人（移民）、クメール人（移民）などである。

## 県章

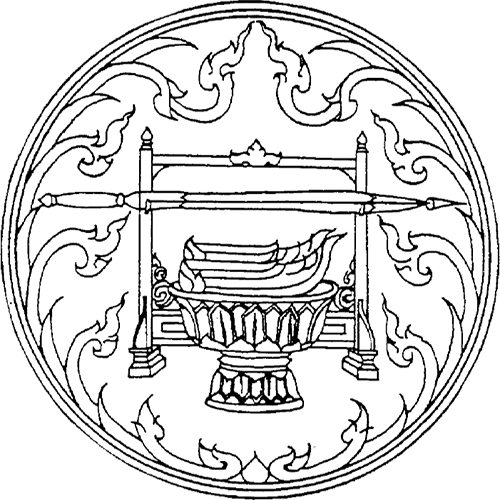
県章

県章はラーチャブリーの県名の意味「王の町」をイメージして、チャクリー王朝の五種の神器のうち、王の草履、王の刀をデザインしたものである。
県木はカッシア・バケリアナ（Cassia bakeriana）、県花はジャワライトカズラ（Wrightia pubescens）。

## 行政区分
ラーチャブリー県は10の郡（アムプー）に分かれ、さらにその下位には104の町（タムボン）と、975の村（ムーバーン）がある。
| ラーチャブリー県の郡 | 1. ムアンラーチャブリー郡 2. チョームブン郡 3. スワンプン郡 4. ダムヌーンサドゥワック郡 5. バーンポーン郡 6. バーンペー郡 7. ポーターラーム郡 8. パークトー郡 9. ワットプレーン郡 10. バーンカー郡 |